# Ithier de Rethel
Pour les articles homonymes, voir Ithier.
Ithier de Vitry, dit le Dévot, mort en 1171, fut châtelain de Vitry et comte de Rethel de 1158 à 1171. Il était fils d'Eudes, seigneur de Vitry, et de Mathilde, comtesse de Rethel.

## Biographie
Il est cité dans une charte signée en mars 1128 par son oncle Baudouin II de Jérusalem, par lequel ce dernier accorde des privilèges à l'Église du Saint-Sépulcre de Jérusalem. On en déduit qu'à cette date il prenait part aux croisades. Durant cette période Baudouin II organisa une expédition pour prendre Damas, mais sans succès.
Il épousa Béatrice de Namur († 1160), fille de Godefroi Ier, comte de Namur, et d'Ermesinde de Luxembourg. De leur union naquirent :
- Béatrix († 30 mars 1185), mariée à Roger II, roi de Sicile ;
- Hugues, cité comme moine à Reims en 1160 ;
- Manassès IV († 1199), comte de Rethel ;
- Henri († 1191), châtelain de Vitry ;
- Baudouin († 1198), seigneur de Chemery ;
- Albert († 1195), prévôt de Liège ;
- Simon ;
- Clémence, femme d'Hugues de Pierrepont († 1188) NB : erreur de génération dans le mari : Hugues de Pierrepont époux de Clémence est le père d’Hugues évêque de Liège et pas ce dernier voir www.depierrepont.net ;
- une fille mariée à Geoffroi, vidame de Chalons.